# Asthenes anthoides
El canastero austral (Asthenes anthoides), también denominado canastero del sur (en Chile, espartillero austral (en Argentina), canastero manchado chico (en Argentina) o piscuiz austral, es una especie de ave paseriforme de la familia Furnariidae, perteneciente al numeroso género Asthenes. Es nativa de la región patagónica en América del Sur.

## Distribución y hábitat

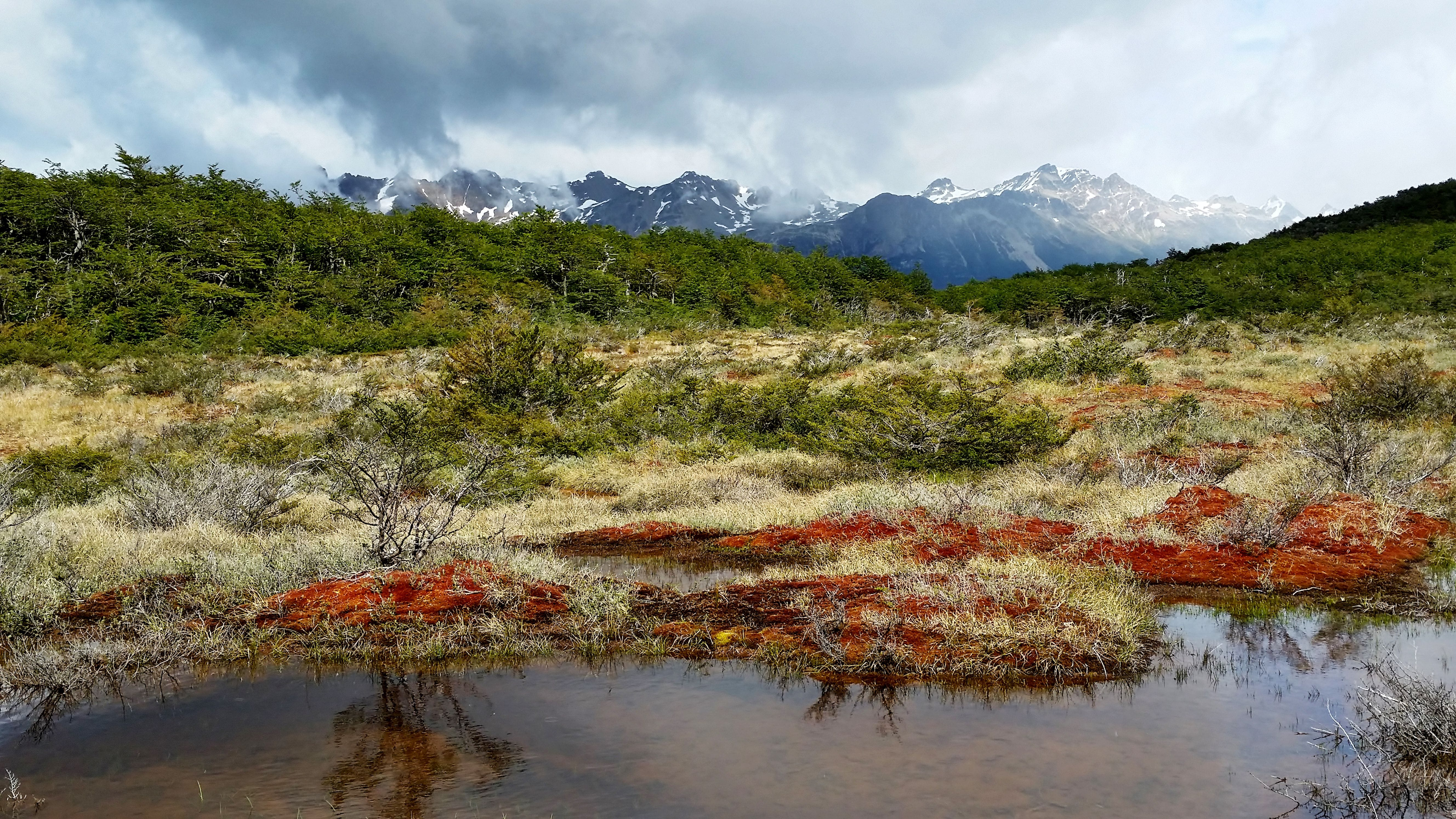
Formación arbustiva patagónica, ejemplo de hábitat de la especie.

Se distribuye en el sur de Chile (piedemonte de los Andes posiblemente desde Concepción hacia el sur hasta Aisén, también desde Magallanes) y suroeste de Argentina (piedemonte en el sur de Neuquén al sur hasta Chubut, y en Santa Cruz) al sur hasta Tierra del Fuego; en los inviernos migran hacia el norte hasta el centro de Chile.
Esta especie es considerada poco común y local en su hábitat natural: los prados húmedos, faldeos de cerros, pajonales y matorrales de Chiliotrichum, en la estepa arbustiva patagónica, por debajo de los 1500 m de altitud.

## Descripción
Mide entre 16 y 17 cm de longitud y pesa entre 21 y 23 g. Las partes superiores son grisáceas con matices oliváceos y con rayas longitudinales negras en la corona y dorso; las partes inferiores son grises con tonos amarillentos en el pecho y blancuzcos en el abdomen; presenta en la garganta una mancha rufa y  otras manchas rufas en las alas; cola con plumas centrales grises de raquis negros, las laterales gris oscuro con punta rojiza, las timoneras terminadas en punta. El pico es negruzco.

## Sistemática

### Descripción original
La especie A. anthoides fue descrita por primera vez por el naturalista británico Phillip Parker King en 1831 bajo el nombre científico Synallaxis anthoïdes; sin localidad tipo definida, presumiblemente: «estrecho de Magallanes, Chile».

### Etimología
El nombre genérico femenino «Asthenes» deriva del término griego «ασθενης asthenēs»: insignificante; y el nombre de la especie «anthoides», deriva del género Anthus y del griego «οιδης oidēs''»: se parece, recuerda a; significando «parecido con un Anthus».

### Taxonomía
Las similitudes de plumaje han sugerido a algunos autores que la presente y Asthenes hudsoni son especies hermanas; lo que ha sido confirmado por los estudios filogenéticos.  Es monotípica.